# Маячка (приток Казённого Торца)
Маячка (укр. Маячка) — левый приток реки Казённый Торец, расположенный на территории Александровского района, Славянского района и Краматорского горсовета (Донецкая область, Украина).

## География
Длина — 39 км. Площадь бассейна — 297 км². Русло реки (отметки уреза воды) в среднем течении (Краматорское водохранилище возле пгт Александровка) находится на высоте 85,4 м над уровнем моря. Долина корытообразная. Русло в верхнем течении — маловодное и пересыхает. Создан каскад прудов и водохранилищ (в частности Краматорское). Используется для рекреации, рыборазведения, прочих хозяйственных целей. 
Берёт начало в балке Маячка и нескольких ручьёв в селе Андреевка. Река течёт на северо-запад, северо-восток, восток. Впадает в Казённый Торец (на 41-м км от её устья) в городе Краматорск — севернее Старокраматорского машиностроительного завода и Цементного завода «Пушка».
Притоки: (от истока к устью) 
1. балка Казачок пр
2. балка Волчья пр
3. балка Сухой Яр пр
4. балка Водяная пр
5. балка Песчаная пр
6. безымянные балки и ручьи

Населённые пункты  (от истока к устью):
Александровский район
1. Староварваровка
2. Яковлевка
3. Михайловка
4. Львовка
5. Яковлевка
6. Михайловка

Славянский район
1. Маячка[1]
2. Дмитровка

Краматорский городской совет
1. пгт Александровка
2. пгт Софиевка
3. пгт Ясная Поляна
4. Краматорск